# 이광호 (가수)
이광호는 1982년에 태어난 대한민국의 남성 가수이다. 펀엔터테인먼트와 전속 계약을 맺었다.

## 보이스킹
이광호는 보이스킹에서 top 10 안에 들었다.

## 한의사
이광호는 부업으로 한의사를 하고있다. 성대결절로 고민중인 여러 가수들을 치료해줬다. 한의원의 이름은 맑은소리 휴한의원이다.

### 내용주
1. ↑  본점을 부산에서 서울로 옮겼다.